# Meso-Amerikaans Koraalrif

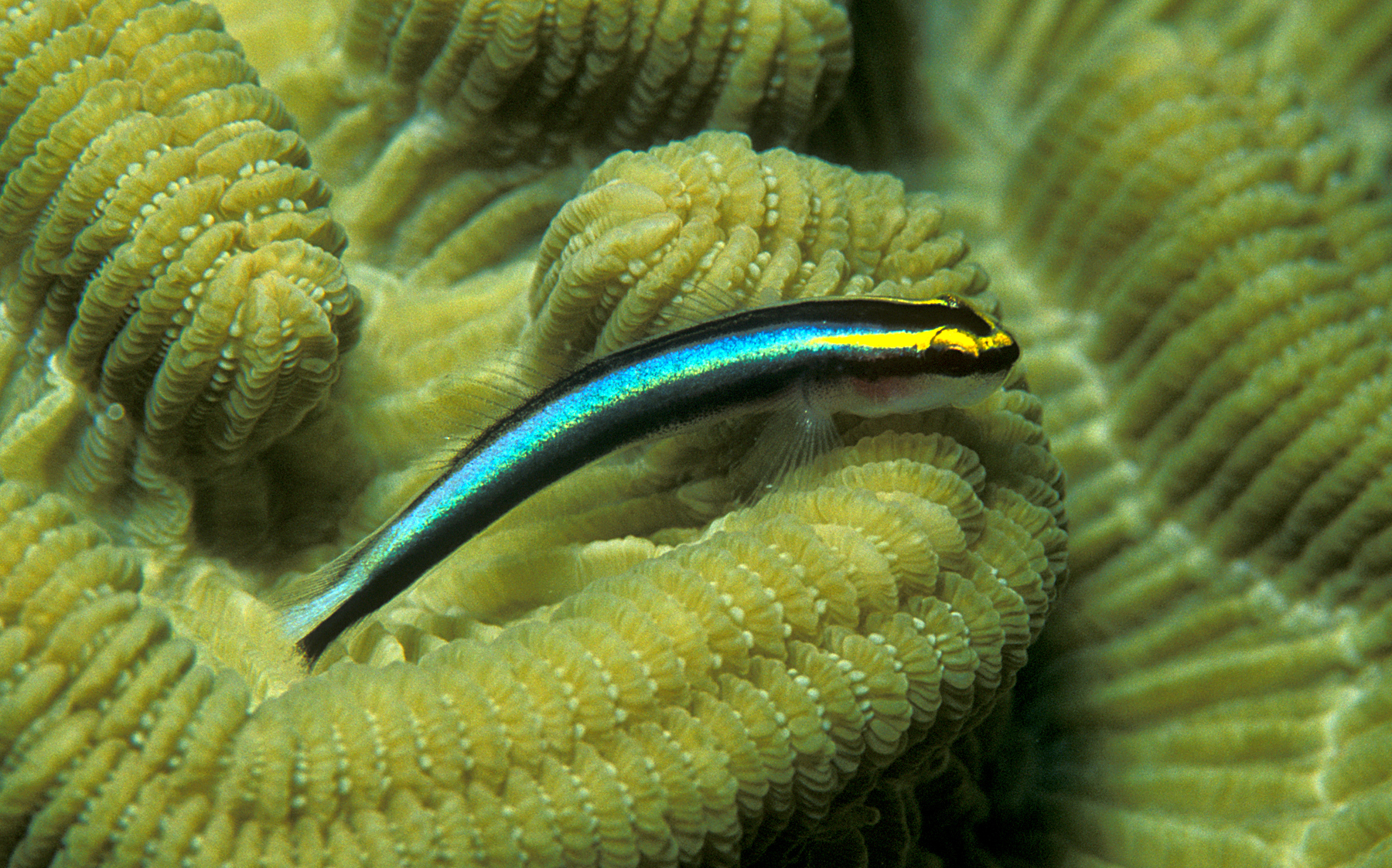
Elacatinus evelynae rustend op steenkoraal (Colpophyllia natans)

Het Meso-Amerikaans Koraalrif is een koraalrif dat zich over een lengte van ongeveer 1000 km uitstrekt langs de Caribische kust van Mexico, Belize, Guatemala en Honduras. Het is het langste koraalrif in het westelijk halfrond en het op een na langste ter wereld, na het Groot Barrièrerif in Australië. Een deel van het Meso-Amerikaans Koraalrif is opgenomen in de Werelderfgoedlijst van UNESCO.

## Locatie
Het Meso-Amerikaans Koraalrif ligt langs de Caribische kust van Mexico, Belize, Guatemala en Honduras. In het noorden begint het koraalrif ter hoogte van isla Contoy voor de noordwestpunt van het schiereiland Yucatán en strekt zich zuidwaarts uit langs de kust van Belize, met zijn cayo's en atollen, Guatemala, en de meest zuidelijke punt wordt gemarkeerd door de eilandengroep islas de la Bahía in Honduras.

## Biodiversiteit

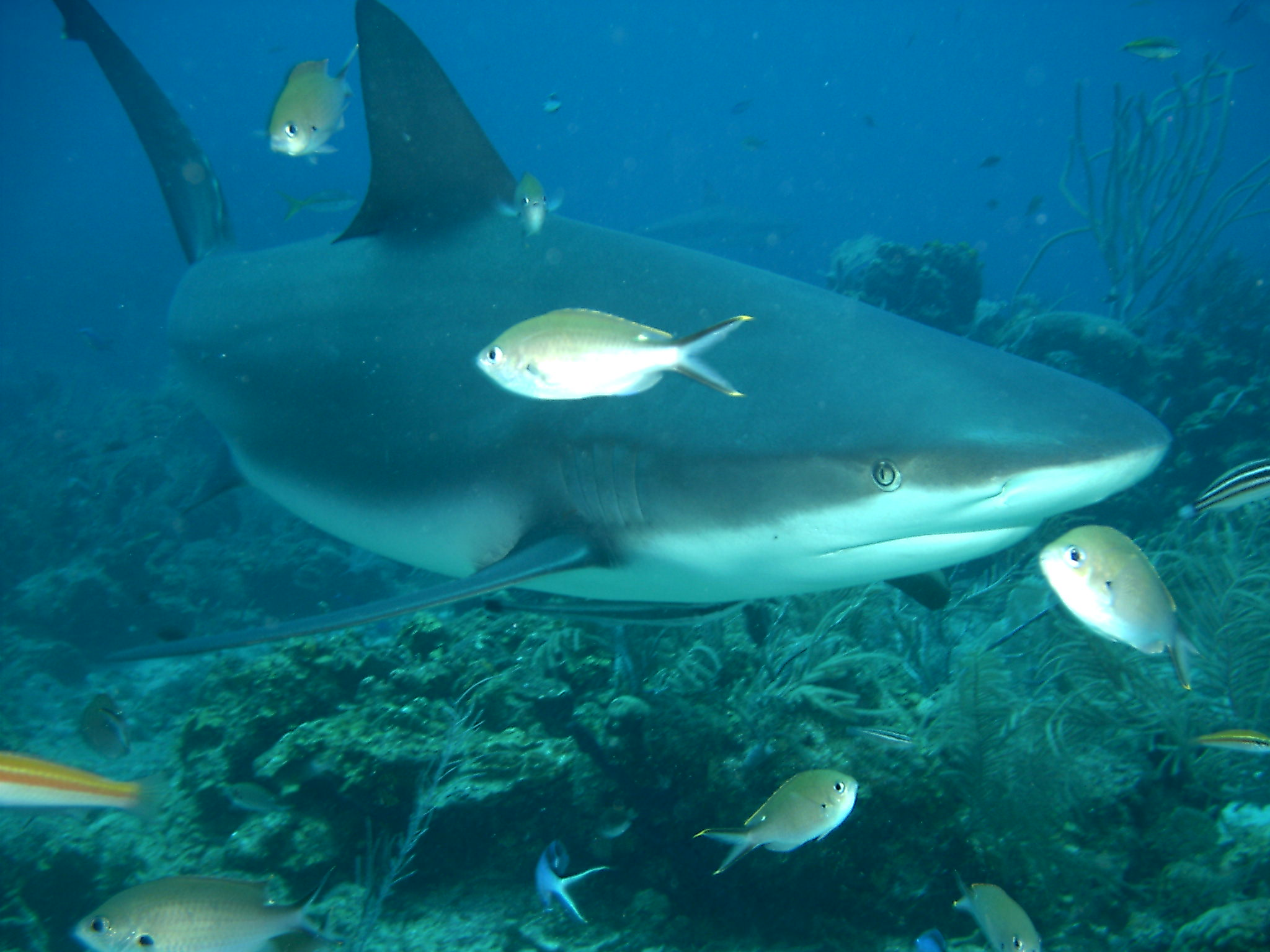
Caribische rifhaai voor de kust van Roatán, Honduras.

Het Meso-Amerikaans Koraalrif vormt een belangrijk habitat voor meer dan 65 soorten steenkoralen, 350 soorten weekdieren en meer dan 500 vissoorten.  Het rif is een toevluchtsoord voor een groot aantal bedreigde soorten, waaronder zeeschildpadden (groene zeeschildpad, onechte karetschildpad, lederschildpad en karetschildpad), de roze vleugelhoorn, Caribische lamantijn, spitssnuitkrokodil, bultkrokodil, Acropora palmata en doornkoralen. Het koraalrif maakt ook deel uit van het leefgebied van een van de grootste populaties lamantijnen, waarvan het aantal wordt geschat op 1000 tot 1500 exemplaren. Een aantal zones in het noordelijke deel van het koraalrif, in de buurt van Isla Contoy, maakt deel uit van het leefgebied van de walvishaai, de grootste vis op deze planeet. Walvishaaien zijn gewoonlijk solitaire dieren, maar van mei tot september komen ze in deze zones samen om te foerageren en vormen dan opvallend grote groepen van soms meer dan 400 vissen.

## Bedreigingen
Het Meso-Amerikaans Koraalrif wordt onder meer bedreigd door watervervuiling, kustontwikkeling, ongereguleerd toerisme, overbevissing, stijgende zeewatertemperatuur en orkanen.

## Conservatie
In 1998 heeft het Wereldnatuurfonds het Meso-Amerikaans Koraalrif, vanwege haar grote globale waarde, aangewezen als een van haar prioritaire aandachtsgebieden.

### Beschermde gebieden

#### Mexico
- Nationaal park Isla Contoy
- Nationaal park Westkust van Isla Mujeres, Punta Cancún en Punta Nizuc
- Nationaal park Arrecife de Puerto Morelos
- Natuurreservaat Isla Cozumel
- Nationaal park Arrecifes de Cozumel
- Biosfeerreservaat Banco Chinchorro
- Biosfeerreservaat Sian Ka'an (in 1987 tot werelderfgoed verklaard)

#### Belize

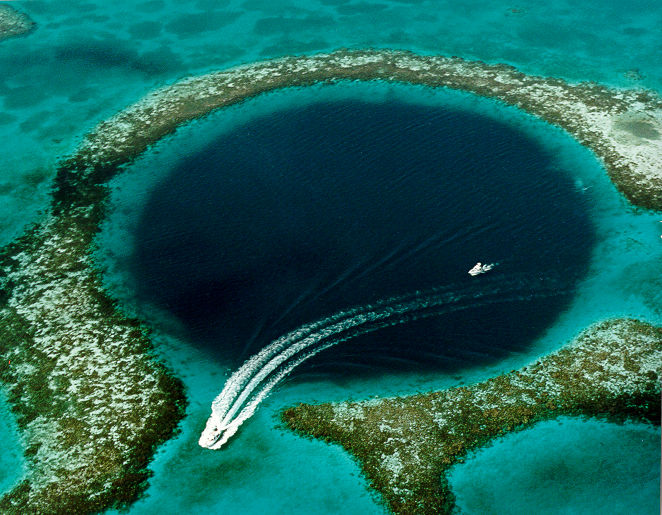
Great Blue Hole in Belize.

- Barrièrerif van Belize (in 1996 tot werelderfgoed verklaard)[7]
  - Zeereservaat Glover's Reef
  - Great Blue Hole
  - Zeereservaat South Water Caye
  - Natuurmonument Half Moon Caye
  - Zeereservaat Cayos Zapotillos
  - Nationaal Park Laughing Bird Caye
  - National Park en zeereservaat Bacalar Chico
- Zeereservaat Hol Chan

#### Guatemala
- Natuurreservaat Punta de Manabique

#### Honduras
- Zeereservaat Islas de la Bahía